# Магеррамов Маммед Алі-огли
Маммед Алі-огли Магеррамов (нар. 9 жовтня 1919 — 5 травня 1977) — радянський військовик, Герой Радянського Союзу (1944), учасник німецько-радянської війни.

## Життєпис
Народився 9 жовтня 1919 року в селі Карасучу (зараз Геранбойський район Азербайджану) у селянській родині. Азербайджанець. Закінчив 6 класів.
У Червоній Армії з 1939 року.
На фронтах у німецько-радянської війни з 1941 року.
Командир відділення 993-го стрілецького полку (254-та стрілецька дивізія, 52-га армія, 2-й Український фронт) старший сержант Магеррамов особливо відзначився під час битви за Дніпро. Тоді, у ніч на 2 жовтня 1943 року, першим з полку разом зі своїм відділенням подолав Дніпро незважаючи на сильний вогонь ворога. Провів вдалу розвідку противника, за даними якої вогнем артилерії було знищено цілі, що були завадою для переправи радянських військ. У нічному бою 17 жовтня 1943 року за село Хрещатик (Черкаський район Черкаської області) його відділення стрімко зайшло у тил німців. Знищивши бойову охорону підрозділ Магеррамова увірвався до села де у ході бою захопив мінометні та артилерійські позиції, підірвав склад з боєприпасами, закидав гранатами дім з противниками, підбив танк і автомашину з вантажем та перебив кілька десятків відступаючих гітлерівців.
З 1945 року лейтенант Магеррамов у запасі. Жив і працював у рідному селі. Помер 5 травня 1977 року. Був похований у місті Кіровобад (зараз м. Гянджа).

## Звання та нагороди
22 лютого 1944 року Магеррамову Маммеду Аліогли присвоєно звання Героя Радянського Союзу.
Також нагороджений:
- орденом Леніна
- орденом Червоної Зірки
- медалями